# Oratorio di San Rocco (Bardi)
L'oratorio di San Rocco è un luogo di culto cattolico dalle forme neoclassiche situato a Grezzo, frazione di Bardi, in provincia di Parma e diocesi di Piacenza-Bobbio; è sussidiario della parrocchiale di San Michele Arcangelo di Grezzo e fa parte del vicariato della Val Taro e Val Ceno.

## Storia
Il luogo di culto fu costruito dalla confraternita di San Rocco in stile barocco nel 1630, in occasione della peste che flagellò il Nord Italia decimandone la popolazione.
Nel 1769 l'oratorio fu sottoposto a lavori di restauro.
Nel 1801 l'edificio fu ristrutturato in forme neoclassiche.
Nel 1976 il luogo di culto fu interessato da interventi di restauro, che interessarono l'ingresso e gli interni.

## Descrizione

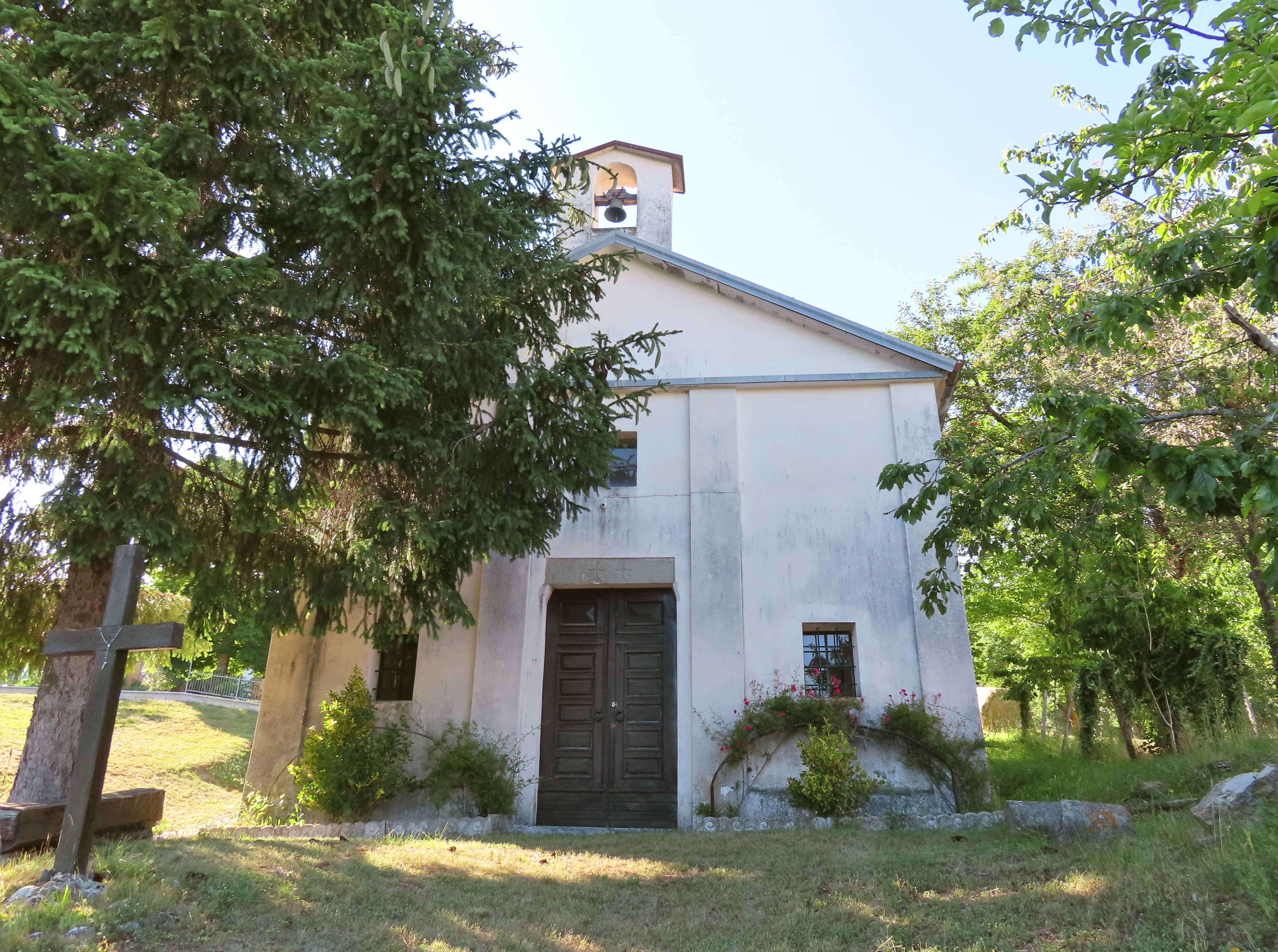
Facciata

Facciata e lato ovest

L'oratorio si sviluppa su un impianto a navata unica, con ingresso a sud e presbiterio a nord.
La simmetrica facciata a capanna, interamente intonacata come il resto dell'edificio, è tripartita verticalmente da quattro lesene, a sostegno del grande frontone triangolare di coronamento; al centro è collocato l'ampio portale d'ingresso, sormontato da un architrave in pietra scolpito; più in alto è posta una finestrella quadrata, mentre ai lati si trovano due piccole aperture rettangolari; in sommità si erge nel mezzo un piccolo campanile a vela con cella ad arco a tutto sesto.
I fianchi sono scanditi da lesene; in sommità si aprono due finestre rettangolari.
All'interno la navata, coperta da una volta a botte, è preceduta da un piccolo vestibolo, diviso dall'aula attraverso un'ampia arcata a tutto sesto.
Il presbiterio, lievemente sopraelevato, è preceduto dall'arco trionfale a tutto sesto; l'ambiente, chiuso superiormente da una volta a padiglione unghiata, accoglie l'altare maggiore a mensa.